# 蒙雅尔
蒙雅尔（法語：Montgeard，法語發音：[mɔ̃ʒaʁ]）是法国上加龙省的一个市镇，属于图卢兹区。

## 地理
蒙雅尔（43°20'20"N, 1°38'2"E）面积9.32 平方千米，位于法国奧克西塔尼大區上加龙省，该省份为法国西南部内陆省份，西南端与西班牙接壤，自此顺时针与上比利牛斯省、热尔省、塔恩-加龙省、塔恩省、奥德省和阿列日省接壤。
与蒙雅尔接壤的市镇（或旧市镇、城区）包括：纳尤、艾涅、卡尔蒙、日贝勒、拉加尔德、莫内斯特罗勒。

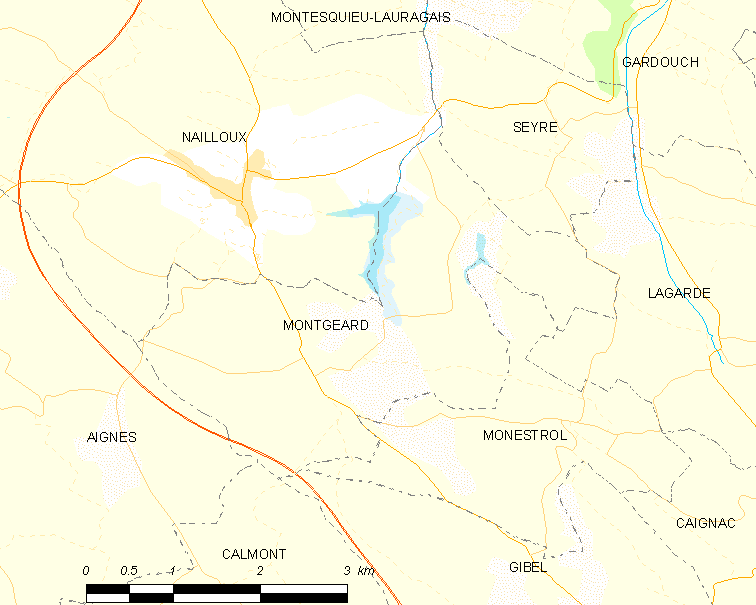
蒙雅尔的OSM定位图

蒙雅尔的时区为UTC+01:00、UTC+02:00（夏令时）。

## 行政
蒙雅尔的邮政编码为31560，INSEE市镇编码为31380。

## 政治
蒙雅尔所属的省级选区为埃斯卡尔康斯县。

## 人口

1962-2008年间蒙雅尔人口变化图示

蒙雅尔于2022年1月1日时的人口数量为555人。